# Iglesia de Santa Eulalia de Mérida (Peñalver)
La iglesia de Santa Eulalia de Mérida es el templo católico de la localidad española de Peñalver, en la provincia de Guadalajara. Fue declarada bien de interés cultural en la categoría de Monumento en 1991.

## Descripción
La iglesia se ubica en el número 1 de la calle de la Iglesia –también da a la plazuela de la Iglesia– de la localidad guadalajareña de Peñalver. Fue construida durante la primera mitad del siglo XVI. Presenta una planta basilical con tres naves, orientadas de este a oeste, con cabecera plana, en línea con las cabeceras de las capillas laterales. Posee dos accesos, ambos en el centro de la nave, uno en el lateral norte, del siglo XVII y con clara influencia barroca, y la principal en el lado sur, de estilo plateresco.

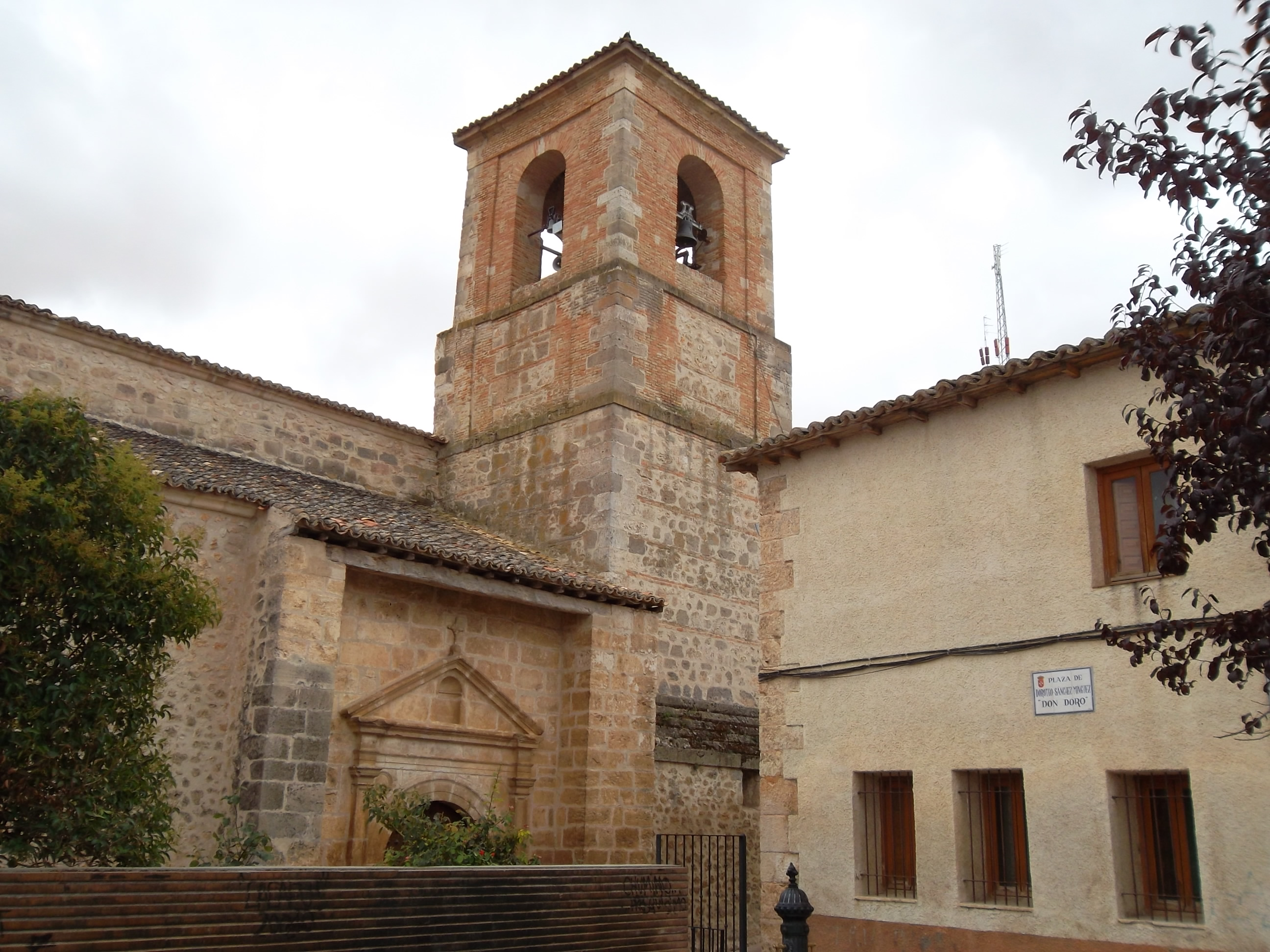
Vista de la torre

Como elementos añadidos están la torre, de estilo barroco y levantada entre los siglos XVII y XVIII. Tiene planta cuadrada y se yergue en el último tramo de la nave ocupando su lateral orientado a norte, y la sacristía, más tardía y de difícil datación, de planta rectangular y adosada al brazo derecho del crucero. El coro, situado en alto, se encuentra a los pies del templo. La nave central es más alta y ancha que las laterales. Todas se hallan divididas en cuatro tramos por arcos formeros apuntados. Los arcos laterales, que separan las naves, son de medio punto, siendo los correspondientes a los tramos del crucero más anchos. Las secciones de los pilares que soportan arcos y bóvedas son todas diferentes entre sí por la disposición de nervios y baquetones. Los capiteles son corridos y están decorados con diferentes temas vegetales. Las cubiertas son también diversas: la capilla mayor se cubre con bóveda de ojivas estrellada; las capillas laterales, de poco fondo, se cubren con bóveda de crucería sencilla en el lado del evangelio y estrellada en el de la epístola. Las tres capillas citadas se hallan elevadas con respecto al resto de la construcción. La cubierta original del presbiterio se hundió. En 1934 se cubrió con una bóveda de escayola. Las cubiertas restantes son de bóveda de crucería con terceletes simples o compuestos. El pavimento interior es de terrazo, colocado en la segunda mitad del siglo XX en sustitución del antiguo de losetas de barro.

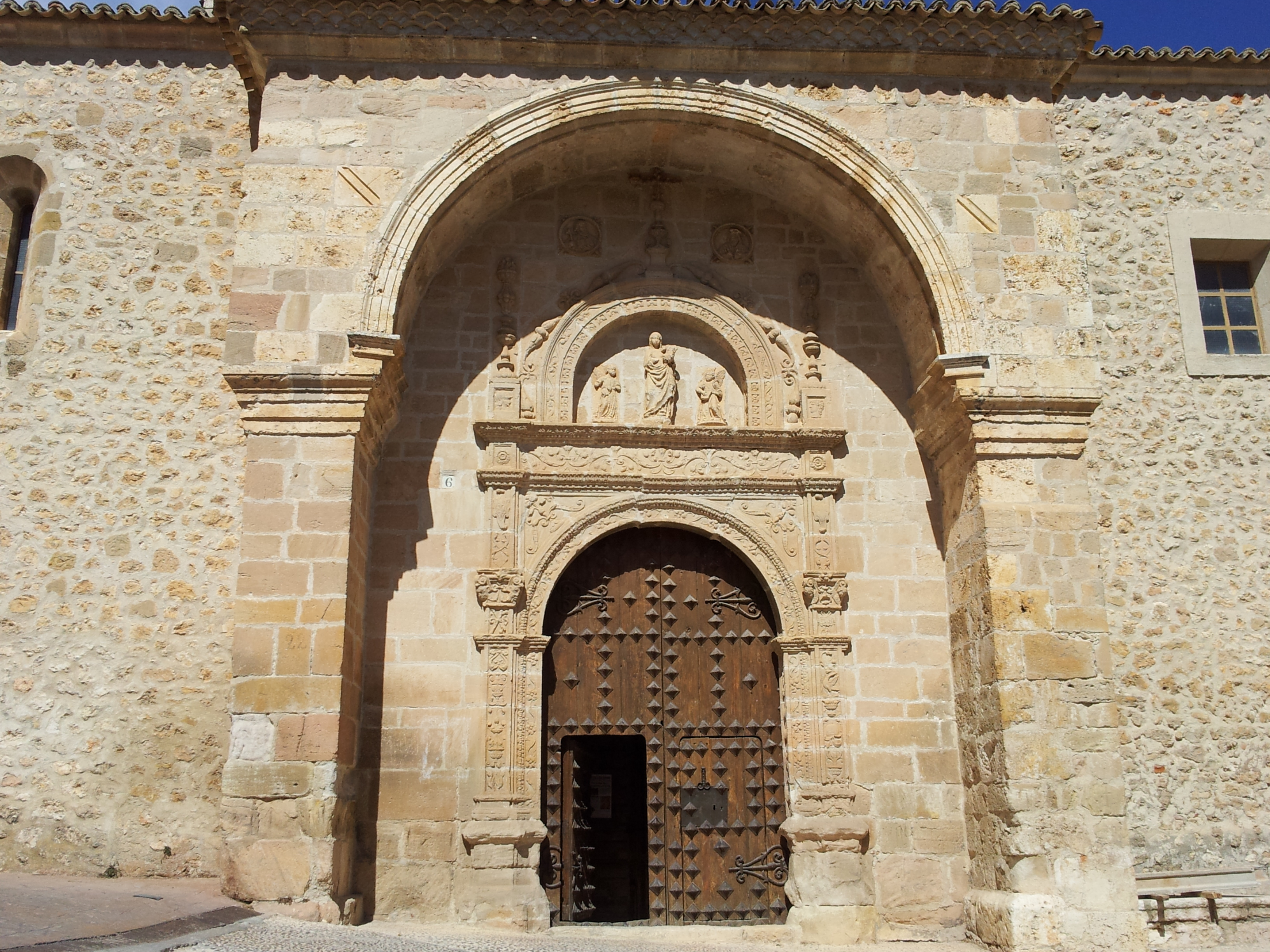
Portada principal

La iluminación del crucero se hace por dos ventanas en arco de medio punto, una tercera se encuentra en el segundo tramo de la nave de la epístola y sobre el coro se encuentra un óculo protegido con barrotes de hierro. Todo el interior se halla enfoscado y pintado de gris a excepción de la sillería de la parte inferior de los pilares. En el exterior el material empleado es la sillería en las portadas, contrafuertes y cornisas, mampostería en el resto de la construcción y ladrillo y sillar en la torre. La cubierta del templo es a dos aguas en la nave mayor, siguiendo la vertiente de la misma en las naves laterales. La de la torre es a cuatro aguas. En el exterior todo el perímetro del templo se halla reforzado con contrafuertes prismáticos en los apoyos de las bóvedas.
La portada principal se halla compuesta por arco de medio punto enmarcado por pilastras profusamente labradas, que soportan un entablamento formado por friso y frontón semicircular; en el interior de este último hay una gran hornacina con la imagen en bulto redondo de una Virgen María y un Niño Jesús con relieves de ángeles a ambos lados. Toda la decoración es característica del plateresco. Remata el conjunto en su parte central una cruz y dos medallones que representan a san Pedro y san Pablo. A la izquierda de la iglesia se construyó un garaje para el sacerdote (que se adosaría por la izquierda a su vivienda), solución que distorsiona la contemplación de esta portada. La portada opuesta presenta gran sencillez de líneas. Es de arco de medio punto moldurado, enmarcado por pilastras que soportan un entablamento compuesto de friso con metopas y triglifos y frontón triangular que cobija una hornacina vacía; está protegida por un tejaroz que descansa sobre dos contrafuertes prismáticos sitos a ambos lados de la portada. El patrimonio mueble de la iglesia es abundante y de calidad.
El edificio fue declarado bien de interés cultural, en la categoría de monumento, el 30 de abril de 1991, mediante un decreto publicado el 15 de mayo de ese mismo año en el Diario Oficial de Castilla-La Mancha (DOCM).